# Nikolaj Overgaard
Nikolaj Overgaard (* 8. Februar 1992 in Aalborg) ist ein dänischer Badmintonspieler. 

## Karriere
Nikolaj Overgaard gewann in Dänemark zwei Nachwuchstitel, bevor er 2011 mit Platz zwei im Herrendoppel bei den Türkiye Open Antalya erstmals bei den Erwachsenen auf sich aufmerksam machte. Im Folgejahr siegte er im Doppel mit Zvonimir Đurkinjak bei den Portugal International.

## Sportliche Erfolge
| Saison    | Veranstaltung                                    | Disziplin    | Platz | Name                                                    |
| --------- | ------------------------------------------------ | ------------ | ----- | ------------------------------------------------------- |
| 2004/2005 | Dänemark: Einzelmeisterschaften der Junioren U13 | Herrendoppel | 1     | Nicolaj Mortensen, Odense / Nikolaj Overgaard, Højbjerg |
| 2008/2009 | Dänemark: Einzelmeisterschaften der Junioren U17 | Herrendoppel | 1     | Nikolaj Overgaard, Højbjerg / Mikkel Mikkelsen, Værløse |
| 2011      | Türkiye Open Antalya                             | Herrendoppel | 2     | Nikolaj Overgaard / Mikkel Mikkelsen                    |
| 2012      | Portugal International                           | Herrendoppel | 1     | Nikolaj Overgaard / Zvonimir Đurkinjak                  |
| 2015      | Norwegian International                          | Herrendoppel | 1     | Søren Gravholt / Nikolaj Overgaard                      |